# 索菲亞
索菲亞（羅馬化：Sofiya， 國際音標：[ˈsɔfijɐ] ⓘ）是東歐國家保加利亞的首都和最大城市，位於索非亚盆地南部，四周山地環繞，2006年人口1,246,791。俄土戰爭結束，保加利亞成為獨立民族國家後，索非亚才成為该國的首都。

## 地理
索菲亚位于巴尔干半岛的中心地区。位于保加利亚的西部，維托沙山北面。索菲亚位于谷地，四面环山。索菲亞山谷面积为1186平方公里（457.9平方英里），平均海拔550米（1804英尺）。索菲亚周边有三个山口，是联通黑海，爱琴海的亚得里亚海和中欧的钥匙。索菲亚是僅次於西班牙馬德里的歐洲第二高海拔首都。
索菲亚境内的河流较少，有弗拉代斯卡河和佩尔洛夫斯卡河。伊斯克爾河流经索菲亚东部。索菲亚城内盛产矿泉和温泉，索菲亚城内有一些建于上世纪的人工湖泊和水库。

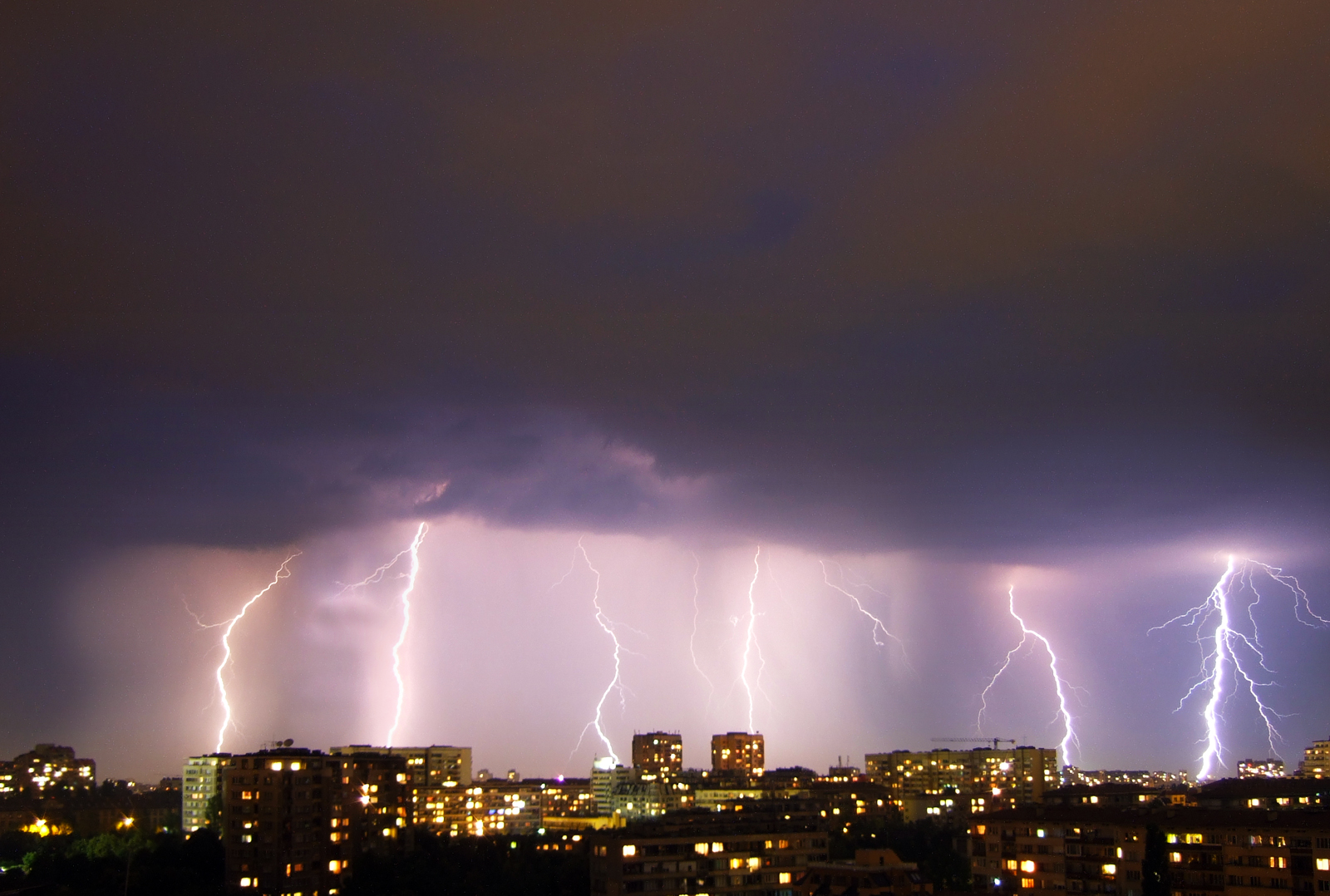
夏季的雷雨

索菲亚位于保加利亚第二大城市普罗夫迪夫西北130公里（81英里），位于布尔加斯以西380公里（236英里），位于保加利亚的黑海沿岸城市，重要港口以西瓦尔纳380公里（236英里）。 索菲亚离保加利亚距其他三个国家的边境线不到200公里：离塞尔维亚55公里（34英里的卡洛蒂纳），离北马其顿共和国113公里（70英里的久埃舍沃），离希腊183公里（114英里的库拉塔）。

### 气候
索菲亚属于湿润大陆性气候伴随着高温振荡。索菲亚最热的月份是8月，而最冷的月份是1月。截止到1936年，索菲亚的平均温度是10.0 °C (50 °F)。平均降水量为650毫米（25.6英寸），夏季最高，冬季最低。由于索菲亚位于山谷高处，所以索菲亚在夏季比保加利亚大部分都凉爽得多，但是在夏季索菲亚的气温依然可以高达40 °C。
| 索菲亞 (NIMH−BAS) 1981–2010, 極端氣候： 1893–至今                                                     | 索菲亞 (NIMH−BAS) 1981–2010, 極端氣候： 1893–至今 | 索菲亞 (NIMH−BAS) 1981–2010, 極端氣候： 1893–至今 | 索菲亞 (NIMH−BAS) 1981–2010, 極端氣候： 1893–至今 | 索菲亞 (NIMH−BAS) 1981–2010, 極端氣候： 1893–至今 | 索菲亞 (NIMH−BAS) 1981–2010, 極端氣候： 1893–至今 | 索菲亞 (NIMH−BAS) 1981–2010, 極端氣候： 1893–至今 | 索菲亞 (NIMH−BAS) 1981–2010, 極端氣候： 1893–至今 | 索菲亞 (NIMH−BAS) 1981–2010, 極端氣候： 1893–至今 | 索菲亞 (NIMH−BAS) 1981–2010, 極端氣候： 1893–至今 | 索菲亞 (NIMH−BAS) 1981–2010, 極端氣候： 1893–至今 | 索菲亞 (NIMH−BAS) 1981–2010, 極端氣候： 1893–至今 | 索菲亞 (NIMH−BAS) 1981–2010, 極端氣候： 1893–至今 | 索菲亞 (NIMH−BAS) 1981–2010, 極端氣候： 1893–至今 |
| 月份                                                                                                  | 1月                                               | 2月                                               | 3月                                               | 4月                                               | 5月                                               | 6月                                               | 7月                                               | 8月                                               | 9月                                               | 10月                                              | 11月                                              | 12月                                              | 全年                                              |
| --- | ------------------------------------------------- | ------------------------------------------------- | ------------------------------------------------- | ------------------------------------------------- | ------------------------------------------------- | ------------------------------------------------- | ------------------------------------------------- | ------------------------------------------------- | ------------------------------------------------- | ------------------------------------------------- | ------------------------------------------------- | ------------------------------------------------- | ------------------------------------------------- |
| 历史最高温 °C（°F）                                                                                   | 19 (66)                                           | 23 (73)                                           | 27.5 (81.5)                                       | 31 (88)                                           | 34 (93)                                           | 38 (100)                                          | 41 (106)                                          | 39.4 (102.9)                                      | 36.1 (97.0)                                       | 33.9 (93.0)                                       | 25.5 (77.9)                                       | 23 (73)                                           | 41 (106)                                          |
| 平均高温 °C（°F）                                                                                     | 3.4 (38.1)                                        | 5.6 (42.1)                                        | 10.6 (51.1)                                       | 16.2 (61.2)                                       | 21.1 (70.0)                                       | 24.7 (76.5)                                       | 27.3 (81.1)                                       | 27.5 (81.5)                                       | 22.9 (73.2)                                       | 17.1 (62.8)                                       | 9.7 (49.5)                                        | 4.3 (39.7)                                        | 15.9 (60.6)                                       |
| 日均气温 °C（°F）                                                                                     | −0.6 (30.9)                                       | 0.9 (33.6)                                        | 5.3 (41.5)                                        | 10.5 (50.9)                                       | 15.3 (59.5)                                       | 18.8 (65.8)                                       | 21.1 (70.0)                                       | 20.8 (69.4)                                       | 16.4 (61.5)                                       | 11.1 (52.0)                                       | 5 (41)                                            | 0.6 (33.1)                                        | 10.4 (50.8)                                       |
| 平均低温 °C（°F）                                                                                     | −3.9 (25.0)                                       | −2.9 (26.8)                                       | 0.8 (33.4)                                        | 5.4 (41.7)                                        | 9.8 (49.6)                                        | 13.2 (55.8)                                       | 15.1 (59.2)                                       | 14.9 (58.8)                                       | 11 (52)                                           | 6.6 (43.9)                                        | 1.4 (34.5)                                        | −2.4 (27.7)                                       | 5.8 (42.4)                                        |
| 历史最低温 °C（°F）                                                                                   | −31.2 (−24.2)                                     | −25 (−13)                                         | −19 (−2)                                          | −6 (21)                                           | −2.2 (28.0)                                       | 1.4 (34.5)                                        | 2 (36)                                            | 3.5 (38.3)                                        | −2 (28)                                           | −6 (21)                                           | −15.3 (4.5)                                       | −21.1 (−6.0)                                      | −31.2 (−24.2)                                     |
| 平均降水量 mm（）                                                                                     | 33.2 (1.31)                                       | 31.5 (1.24)                                       | 38.1 (1.50)                                       | 50.7 (2.00)                                       | 67 (2.6)                                          | 75.4 (2.97)                                       | 52.6 (2.07)                                       | 57.6 (2.27)                                       | 45.7 (1.80)                                       | 45 (1.8)                                          | 43.3 (1.70)                                       | 41.7 (1.64)                                       | 581.8 (22.9)                                      |
| 平均降雪量 cm（）                                                                                     | 24.1 (9.5)                                        | 18.7 (7.4)                                        | 14.4 (5.7)                                        | 2.6 (1.0)                                         | 0 (0)                                             | 0 (0)                                             | 0 (0)                                             | 0 (0)                                             | 0 (0)                                             | 1.9 (0.7)                                         | 11.4 (4.5)                                        | 23.3 (9.2)                                        | 96.4 (38)                                         |
| 平均降水天数                                                                                          | 9.1                                               | 8.9                                               | 9.9                                               | 13.3                                              | 13.4                                              | 12.6                                              | 9.4                                               | 8.2                                               | 7.2                                               | 7.5                                               | 9.9                                               | 10.3                                              | 119.7                                             |
| 平均降雪天数                                                                                          | 7.2                                               | 6.2                                               | 5.7                                               | 1.4                                               | 0                                                 | 0                                                 | 0                                                 | 0                                                 | 0                                                 | 0.8                                               | 3.1                                               | 6.9                                               | 31.3                                              |
| 月均日照時數                                                                                          | 87.8                                              | 114.3                                             | 159.6                                             | 182.2                                             | 229.6                                             | 257.7                                             | 302.1                                             | 288.3                                             | 220.1                                             | 163.6                                             | 105.5                                             | 66.1                                              | 2,176.9                                           |
| 平均紫外线指数                                                                                        | 1                                                 | 2                                                 | 4                                                 | 5                                                 | 7                                                 | 9                                                 | 9                                                 | 8                                                 | 6                                                 | 4                                                 | 2                                                 | 1                                                 | 5                                                 |
| 来源：Stringmeteo.com、 Climatebase.ru （降水日與極端氣候數據）、 NOAA、 freemeteo.bg 與Weather Atlas |                                                   |                                                   |                                                   |                                                   |                                                   |                                                   |                                                   |                                                   |                                                   |                                                   |                                                   |                                                   |                                                   |

## 人口统计
| 年份   | 总人口  |
| ------ | ------- |
| 1887年 | 20856   |
| 1892年 | 30928   |
| 1900年 | 46593   |
| 1920年 | 154025  |
| 1946年 | 530168  |
| 2001年 | 1177577 |
| 2006年 | 1253680 |
| 2008年 | 1394214 |

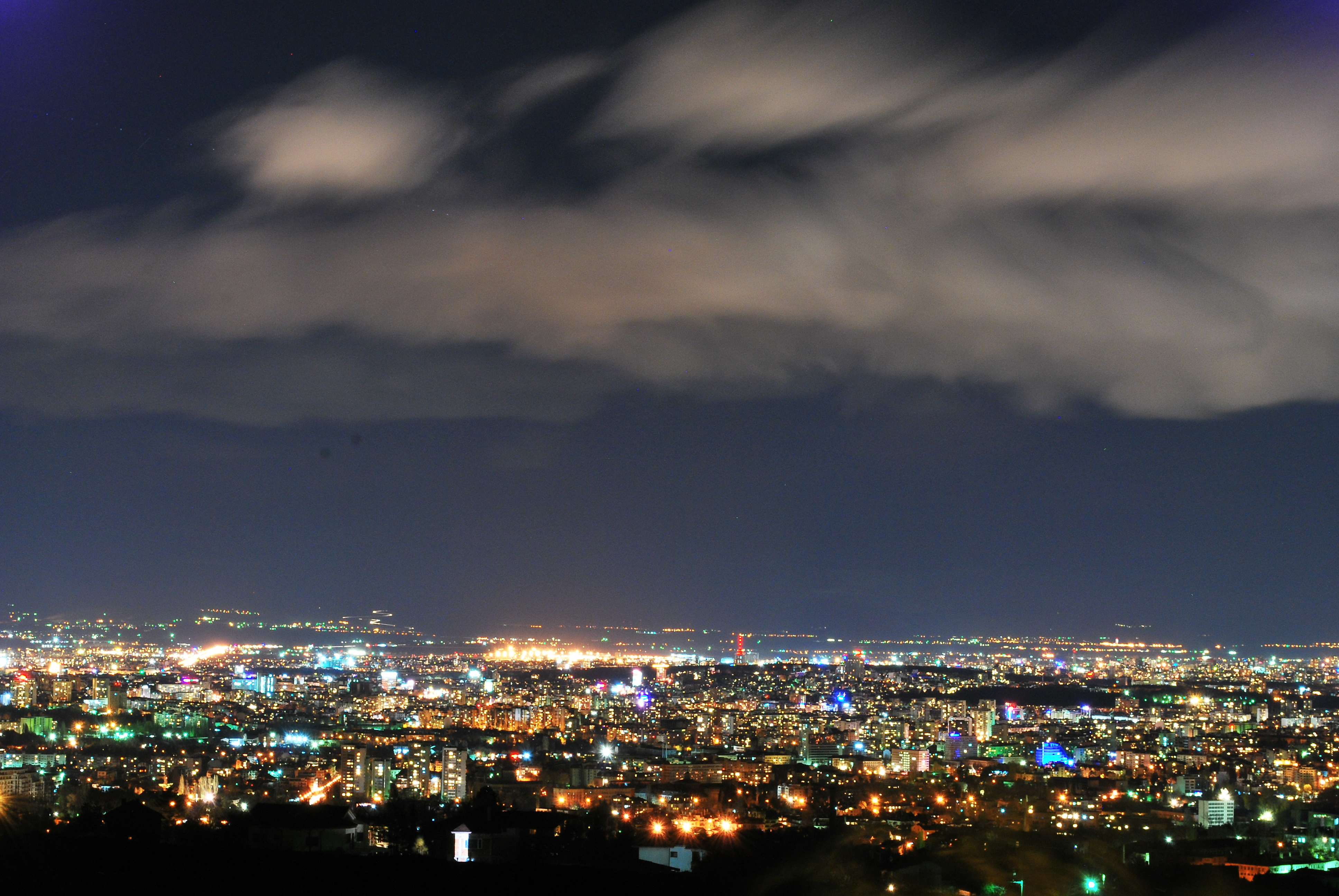
索菲亚夜景

根据1999年的数据，全市总人口为1,246,651，人口密度为917.8。
人口的男女比率为每1000名女性比1114名男性，人口老龄化率为千分之一百点三。出生率为每年千分之七点九，在过去的15年里稳步下降，死亡率却不断增长达到了百分之十二点二。该市人口在以百分之四点三的比率下降。但是从贫穷地区的移民以及都市化的发展，使得首都索菲亚的人口事实上一直在增长。在索菲亚，每千人中只有五点七人属于已婚人群  （保加利亚只允许异性恋结婚）。索菲亚的婴儿死亡率是千分之十一，相比与1980年千分之十八点九已经有了下降。
根据2001年的人口普查，索菲亚的人口中保加利亚人占到了96%，而在官方确定的少数民族人口中，大约有18000人是罗马尼亚人，6000人是土耳其人，3000人是俄罗斯人，1700人是亚美尼亚人还有1200人是希腊人。
索菲亚的失业率（2.45%）低于保加利亚的其他的地区（7.25%），并且就业人口依然在不断降低（包括全国）。 在索菲亚，拥有高学历的失业人口占失业人口的27%，与保加利亚大部的7%相比，这就是首都与其他地区的差别。
索菲亚在1879年被宣布为保加利亚的首都，可是在一年，它依然是继普罗夫迪夫、瓦尔纳、鲁塞和舒门后的第五大城市。直到1892年索菲亚才超越普罗夫迪夫成为保加利亚人口最多的城市。

## 历史

### 史前史和古代史
至少从公元前30世纪起，索非亚就已经有人类居住。这座古老城市有近7000年的历史，其中最吸引人的是城市中心至今依然大量流淌的温泉。根据斯拉蒂纳的新石器时代村庄曾出土文献的记载，这座城市的历史可追溯到公元前五千至六千年。国家美术馆周围的另一个新石器时代定居点的遗迹可追溯到公元前三千至四千年，从那时起，这里一直是该市的传统中心。
最早来到这里定居的原始部落是色雷斯的提拉泰人。公元前500年，该地区成为色雷斯部落联盟的一部分，与来自另一个色雷斯部落奥德里西斯的王国。
公元前339年，马其顿的菲利普二世第一次摧毁和蹂躏了这个城镇。
凯尔特人部落塞尔迪用他们的名字命名该城。公元前1世纪的雅典铭文中最早提及这个城市，证明了Astiu ton Serdon，即塞尔迪城的存在。铭文和卡西乌斯·狄奥说，罗马将军克拉苏制服了塞尔迪人，并解救了俘虏。
公元前27-29年，根据卡西乌斯·狄奥、老普林尼和托勒密的说法，“Segetike”地区被克拉苏攻击，而这一地区被认为是城市塞尔迪卡或塞尔迪。这座古城位于中央百货商店、喜来登酒店和总统府之间。
公元前27-29年，根据卡西乌斯·狄奥、老普林尼和托勒密的说法，“Segetike”地区被克拉苏攻击，而这一地区被称为塞尔迪卡（Serdica），即塞尔迪（Serdi）。这座古城位于中央百货商店 (索菲亚)、喜来登酒店和总统府之间。它逐渐成为该地区最重要的罗马城市。在图拉真皇帝统治时期（98-117），它成为一个市镇。由于塔楼、保护墙、公共浴场、行政和崇拜建筑、公民大教堂、圆形剧场、马戏团、市议会（Boulé）、大型论坛、大马戏团（剧院）等都被建造起来，塞尔迪卡的城市范围得到扩大。塞尔迪卡是罗马道路Via Militaris上的一个重要城市，连接着辛吉杜努姆和拜占庭。在3世纪，它成为Dacia Aureliana行省的首府。戴克里先皇帝将Dacia Aureliana行省分为Dacia Ripensis行省（在多瑙河畔）和达契亚行省后，塞尔迪卡成为后者的首府。塞尔迪卡的色雷斯人后裔被称为伊利里亚人，这可能是因为它在某个时期是东伊利里亚（第二伊利里亚）的首都。

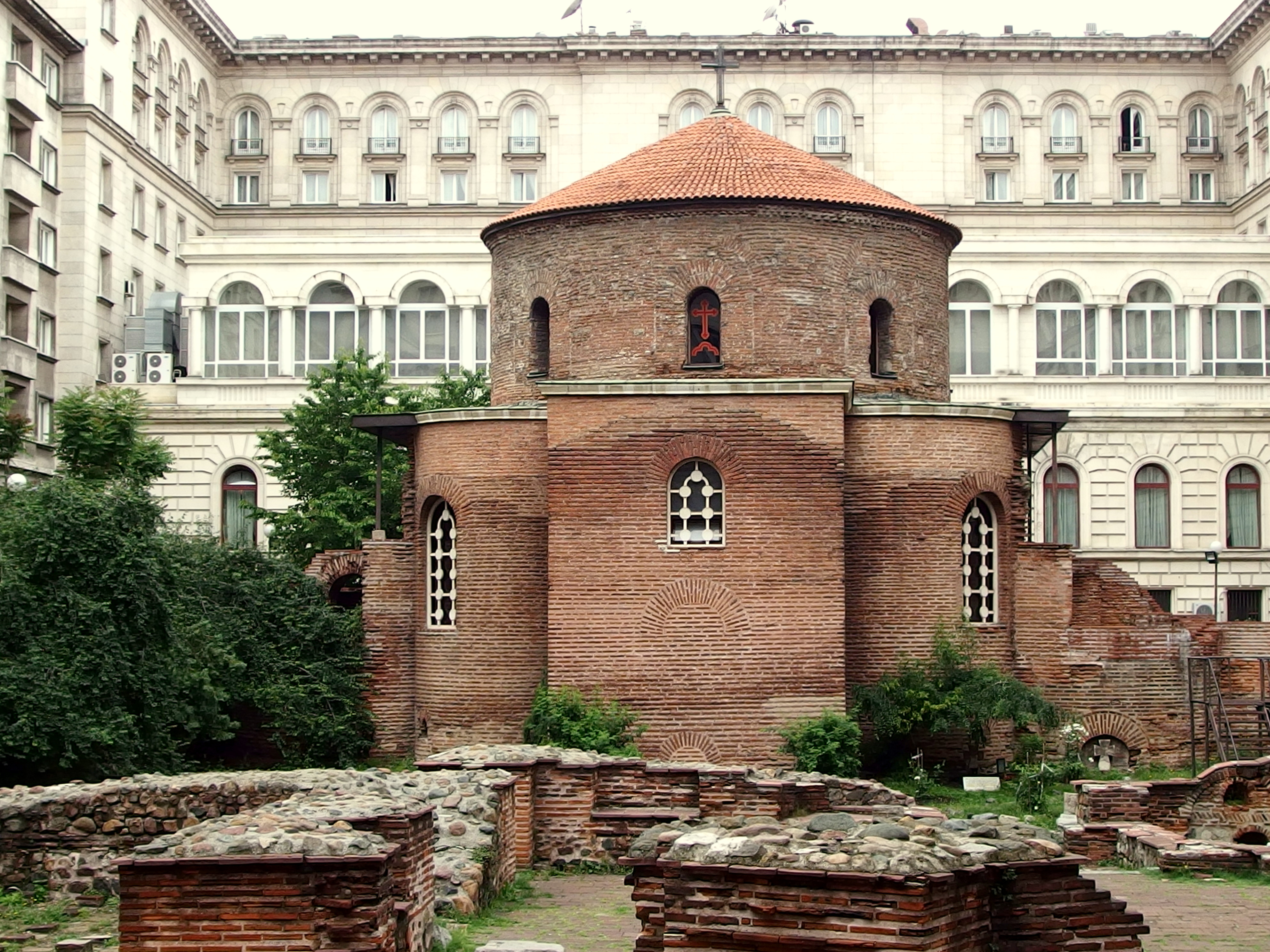
圣乔治教堂是索非亚最古老的建筑，建于4世纪初。

罗马皇帝奥勒良（215-275） 和伽列里乌斯（260-311）都出生在塞尔迪卡。
这个城市不断扩大，成为一个重要的政治和经济中心，更重要的是，它成为最早承认基督教为官方宗教的罗马城市之一（在加利乌斯时期）。罗马皇帝伽列里乌斯于311年在塞尔迪卡颁布了《容忍诏书》，正式结束了戴克里先时期对基督教的迫害。该诏书暗中授予基督教“合法宗教”的地位，成为一种被罗马帝国承认和接受的信仰。这是第一个使基督教合法化的诏书，比《米兰诏书》早了两年。
塞尔迪卡是达契亚教区的首府（337-602年）。
对于君士坦丁大帝来说，它是“Sardica mea Roma est”（塞尔迪卡是我的罗马）。他考虑将塞尔迪卡作为拜占庭帝国的首都，而不是君士坦丁堡。君士坦丁堡已经与罗马帝国的四个首都没有什么区别。公元343年，塞尔迪卡会议在该城举行，会议地点位于一座教堂里，而圣索菲亚教堂后来建成于此。
这座城市在匈人447年的入侵中被摧毁，在废墟上躺了一个世纪，由拜占庭皇帝查士丁尼一世重建。

### 中世纪

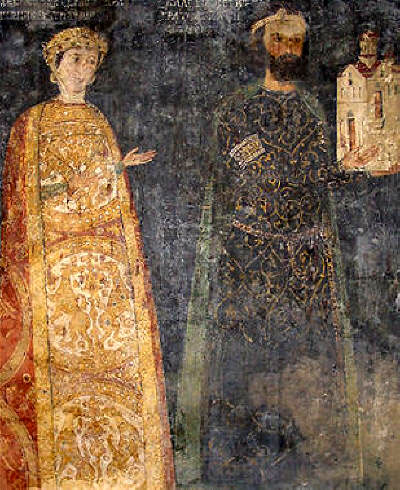
13世纪的卡洛扬和德西斯拉瓦领主和他的夫人德西斯拉瓦，博雅纳教堂

在809年可汗克鲁姆统治时期，经过长期围困，塞尔迪卡成为保加利亚第一帝国的一部分。这座战略城市的沦陷促使拜占庭皇帝尼基弗鲁斯一世对保加利亚进行了一次重大的、灾难性的入侵，导致他在保加利亚军队的手中丧生。战争结束后，该城市被纳入保加利亚，并以斯拉夫人名Sredets命名。在克鲁姆的继任者奥莫尔塔格可汗的领导下，该城发展成为一个重要的要塞和行政中心，他将其作为斯雷德茨省（Sredetski komitat，Средецки комитат）的中心。保加利亚圣人里拉的约翰在10世纪中期被彼得一世皇帝下令埋葬在斯雷德茨。970-971年，基辅的斯维亚托斯拉夫一世和约翰一世的军队征服了保加利亚的首都大普雷斯拉夫后，保加利亚牧首达米安在第二年选择了斯雷德茨作为他的所在地，保加利亚的首都也暂时迁往那里。在10世纪下半叶，该城市由科米特·尼古拉和他的儿子们统治，被称为 "科托普利王朝（Komitopuli）"。统治者们的其中一个是萨缪尔，他最终在997年加冕为保加利亚皇帝。986年，拜占庭皇帝巴西尔二世围攻斯雷德茨，但在20天未能攻下该城之后，拜占庭军队发动起义，迫使他们的皇帝放弃了这场战役。在前往君士坦丁堡的路上，巴西尔二世遭到了保加利亚人的伏击，并在图拉真之门的战斗中被彻底击败。
1018年，随着拜占庭帝国征服保加利亚，该城终于落入拜占庭帝国之手。斯雷德茨在1040-1041年参加了彼得·德利安起义，试图恢复保加利亚的独立，并成为当地指挥官博特科领导的起义军的最后据点。1194年伊凡·阿森一世沙皇在位时，索菲亚城再度被纳入复国的保加利亚帝国，并成为主要的行政和文化中心。该市的几位总督是保加利亚皇室成员，并拥有塞巴斯托克拉特的头衔，这在当时是仅次于沙皇的第二高的称号。一些已知的头衔持有者是卡洛扬、彼得和他们的亲戚亚历山大·阿森（1232年去世），他是保加利亚沙皇伊凡·阿森一世（1189-1196年）的儿子。在13和14世纪，斯雷德茨是一个重要的精神和文学中心，其附近有14个修道院群，最终被奥斯曼人摧毁。该市生产五彩斑斓的陶瓷、珠宝和铁器。1385年，经过三个月的围困后，斯雷德茨在保加利亚-鄂圖曼战争中被奥斯曼帝国的拉拉·沙欣帕夏攻占。奥斯曼帝国的指挥官留下了对该城守军的以下描述。“在要塞（索菲亚）内有一支庞大而精锐的军队，其士兵身材魁梧，留着小胡子，看起来饱经战火，但习惯于饮用葡萄酒和拉基亚——总之，是快活的家伙。”

### 早期近代历史
14世纪至19世纪，索菲亚是奥斯曼帝国的一个重要的行政中心。它成为鲁米利亚省的首府，负责管理奥斯曼帝国在欧洲（巴尔干）的土地，（鲁梅利亚省）是与安纳托利亚省（beylerbeylik）地位相同的两个省之一。它也是地位重要的索菲亚桑贾克（即索菲亚省）的首府，该省包括普罗夫迪夫和埃迪尔内在内的整个色雷斯，以及包括塞萨洛尼基和斯科普里的马其顿部分地区。
在1443年瓦尔纳十字军东征的初始阶段，该城曾被匈牙利军队短期占领，这期间保加利亚人在圣索菲亚教堂进行了弥撒。1444年十字军部队战败后，该市的基督徒面临受到迫害的命运。1530年，索菲亚成为奥斯曼帝国鲁米利亚省（beylerbeylik）的首府，该城的这一地位持续了大约三个世纪。在此期间，索菲亚是现代保加利亚与拉古萨共和国进行商队贸易的最大进出口基地。在15和16世纪，索菲亚城因奥斯曼帝国的建筑活动而受到扩建。对基础设施、教育和地方经济的公共投资给城市带来了更大的多样性。其中，人口包括穆斯林、说保加利亚语和希腊语的东正教徒、亚美尼亚人、格鲁吉亚人、天主教拉古萨人、犹太人（包括Romaniote、Ashkenazi和Sephardi）、罗马人。 16世纪爆发了对保加利亚基督徒的迫害浪潮，共有9人成为索菲亚的新殉道者，并被东正教会列为圣徒，包括新乔治（1515年）、索非亚的索普罗尼乌斯（1515年）、最新的乔治（1530年）、索菲亚的圣尼古拉斯（1555年）和索非亚的泰拉庞蒂厄斯（1555年）。

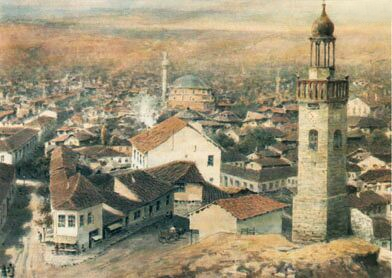
19世纪中叶的索菲亚

关于该城景观，16世纪的资料提到了8座星期五清真寺、3座公共图书馆、许多学校、12座教堂、3座犹太教堂和巴尔干地区最大的贝德斯坦（市场）。此外，还有喷泉和土耳其浴室（澡堂）。大多数著名的教堂，如圣索菲亚教堂和圣乔治教堂，都被改造成了清真寺，并建造了一些新的清真寺，包括由著名的奥斯曼建筑师科查·米马尔·希南建造的班亚巴希扎米亚。至17世纪，该城共有11座大清真寺和100多座小清真寺。1610年，梵蒂冈为鲁米利亚的天主教徒建立了索菲亚教区，该教区一直存在到1715年，那时大多数天主教徒都移民了。
索菲亚在17世纪进入了经济和政治衰退期，这一状态在18世纪末和19世纪初奥斯曼帝国治下巴尔干半岛的无政府状态期间加速。当地的奥斯曼帝国军阀肆虐乡村，加速了索菲亚的衰退。自18世纪以来，鲁梅利亚的贝勒贝伊（总司令或总督）们经常居于比托拉，1826年比托拉成为该省的官方首都。索菲亚仍然是一个桑贾克（区）的所在地。19世纪，保加利亚人有两所学校和七个教堂，这为保加利亚民族复兴做出了贡献。1858年，内德利亚·佩特科娃在该市创建了第一所保加利亚女子学校。1867年，索菲亚的第一个chitalishte——一个保加利亚文化机构落成。1870年，保加利亚革命家瓦西尔·列夫斯基在该市和邻近的村庄建立了一个革命委员会。1873年，瓦西尔·列夫斯基被俘后，被奥斯曼人带走并在索菲亚被绞死。

### 近现代历史
在1877－1878年的俄土战争期间，苏莱曼·帕夏威胁称将要烧毁该城用以防御，但外国外交官莱昂德·勒盖、维托·波西塔诺、拉比·加布里埃尔·阿尔莫斯尼诺和约瑟夫·瓦尔德哈特拒绝离开该城，从而拯救了这座城市。许多居住于索菲亚的保加利亚居民武装起来，倒向俄军一方。1878年1月4日，索菲亚被受约瑟夫·古尔科将军领导的俄罗斯军队从奥斯曼帝国的统治下解放出来（参见索菲亚之战）。马林·德里诺夫提议将这座城市作为首都，他的这一建议于1879年4月3日受到采纳。俄罗斯军队占领索菲亚时，该市的人口为11,649人。

索菲亚城的大多数清真寺在奥斯曼帝国与俄罗斯的战争中被摧毁，其中7座在1878年12月的一个晚上被俄罗斯工兵爆破，当晚的雷雨掩盖了炸药的爆炸声。战争结束后，绝大多数的穆斯林人口离开了索菲亚。

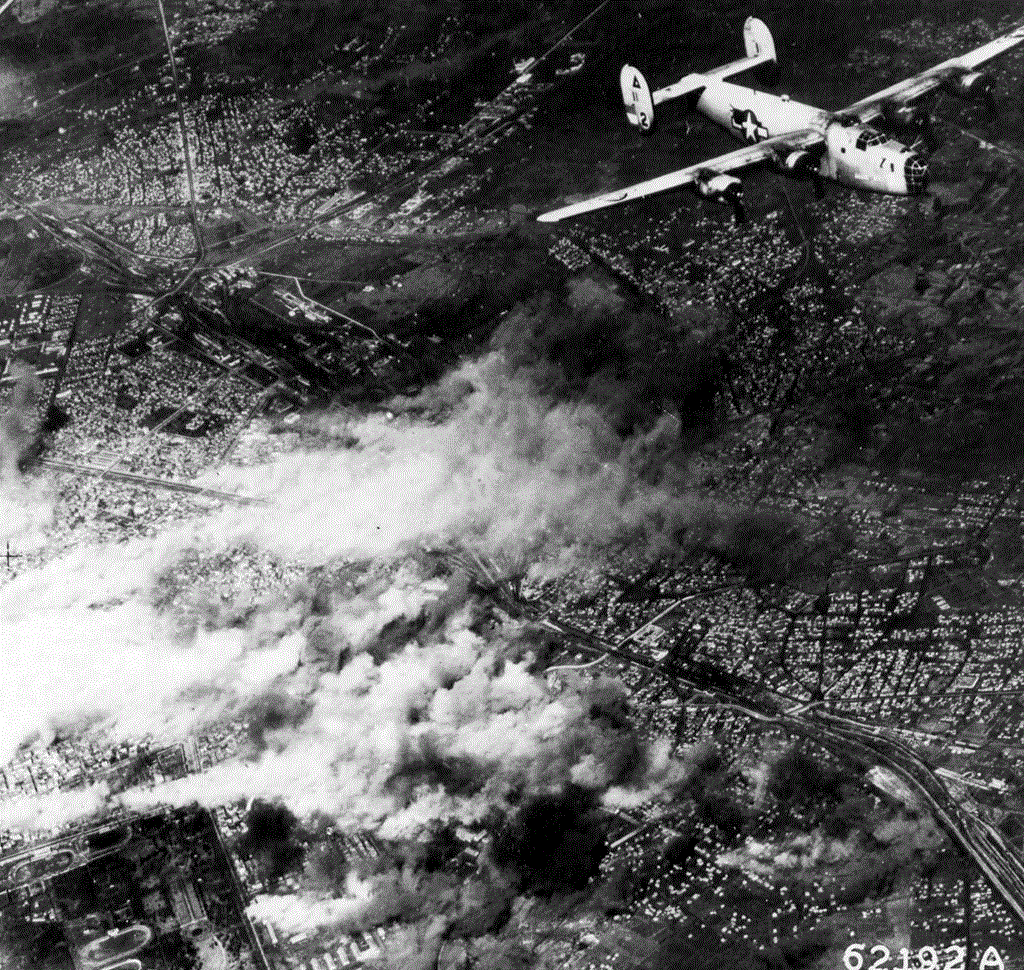
二战中二战中索菲亚所受到的轰炸，1944年

在脱离奥斯曼帝国统治后的几十年里，索菲亚经历了大量的人口增长，主要是来自保加利亚公国（1908年起为王国）的其他地区，以及来自仍处在奥斯曼帝国统治下的马其顿和色雷斯的移民。
1900年，索菲亚城接通电力。
在第二次巴尔干战争中，保加利亚几乎所有的邻国都在单独作战。罗马尼亚军队于1913年中占领Vrazhdebna，该地当时为距离索菲亚11公里（7英里）的一个村庄，现在则位于索菲亚郊区，这促使保加利亚王国投降。战争期间，罗马尼亚空军飞越索菲亚，借此从事摄影侦察行动并向城市投掷宣传小册子。因此，索菲亚成为世界上第一个被敌机飞越的首都。
1925年，极左分子在该城发动了一次恐怖袭击，虽未能达到暗杀国王的预定目的，但却造成了圣内德利娅教堂的毁坏，亦造成很多人伤亡。
在第二次世界大战期间，保加利亚于1941年12月13日向美国和英国宣战。1943年底和1944年初，美国和英国空军在索菲亚上空进行了轰炸。轰炸的结果是数以千计的建筑物被摧毁或损坏，包括首都图书馆在内，因此造成了成千上万的书籍的遗失。1944年，索菲亚和保加利亚其他地区被苏联红军占领，在苏联占领保加利亚后的几天内，保加利亚向纳粹德国宣战。
1945年，奉行共产主义的祖国阵线取得保加利亚政权，1946年，保加利亚转变为保加利亚人民共和国，1990年进而转变为保加利亚共和国，城市面貌亦随之发生巨大变化，由于来自农村地区的移民，索菲亚的人口迅速扩大。新的住宅区建在城市的郊区，如Druzhba、Mladost和Lyulin。
在共产党执政期间，由于意识形态的原因，该市一些最具代表性的街道和广场被重新命名，1989年东欧剧变后恢复了原来的名称。
格奥尔基·季米特洛夫陵寝曾以类似列宁墓的方式保存格奥尔基·季米特洛夫的遗体，但该建筑于1999年被拆除。

## 文化

### 音乐和夜生活
索菲亚的夜生活很丰富，有很多夜总会、表演场所、酒吧、Meyhane（保加利亚传统酒馆）和饭店。

### 博物馆
索菲亚有众多博物馆，特别是保加利亚国家历史博物馆、地球与人类国家博物馆、民族博物馆、保加利亚国家军事历史博物馆、国家工业博物馆和保加利亞國家考古博物館。除此之外，还有保加利亚国家艺术画廊（索菲亚市美术馆），保加利亚国家艺术画廊外国艺术馆和诸多私营的艺术博物馆。

### 特殊景点
索菲亚还有许多特殊的公共建筑设施，像西里尔和迪乌斯国家图书馆（是保加利亚藏书最多，最古老的文化学院），索菲亚国家图书馆，不列颠文化研究会，俄罗斯文化研究会，波兰文化研究会，匈牙利文化研究会，捷克斯洛伐克文化研究会，意大利文化研究会，法国文化研究会，歌德学院，塞万提斯学院和开放社会研究所。索菲亚还有著名的世界文化遗产博亞納教堂。还有1888年建成的索菲亚动物园。
有几个著名的国际电影制作公司坐落在索菲亚，索菲亚的维托沙大道（Vitosha Boulevard，又称Vitoshka）是全球最奢华的22个商业街之一。众多时尚精品店，奢侈品商店和著名设计师的商店汇聚于此。由于索菲亚的独特的丘陵的地理环境，使得Vitosha山成为索菲亚人周末度假的好去处，这也给索菲亚增加了一份独有的气质。

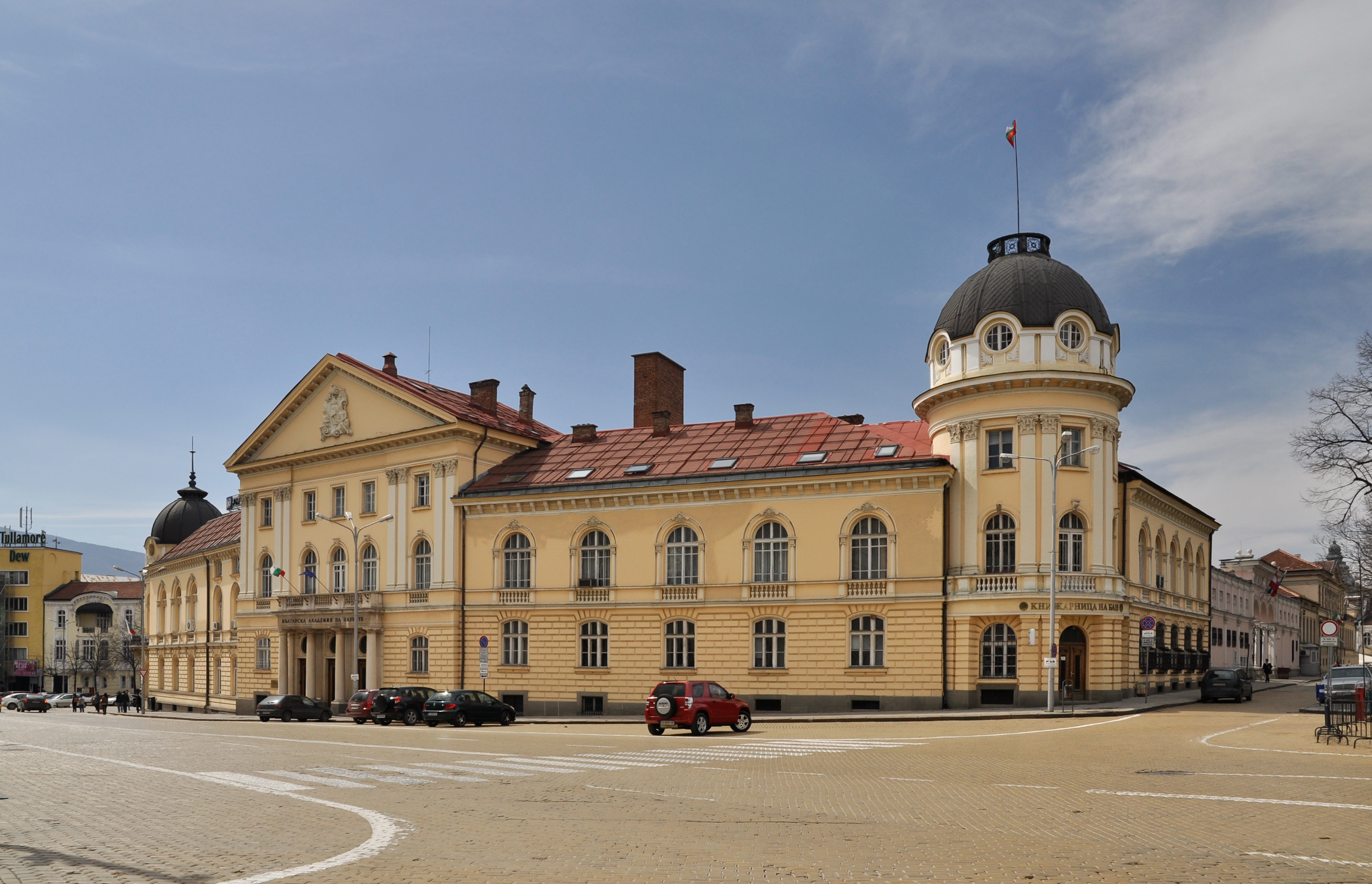
保加利亚科学院大楼
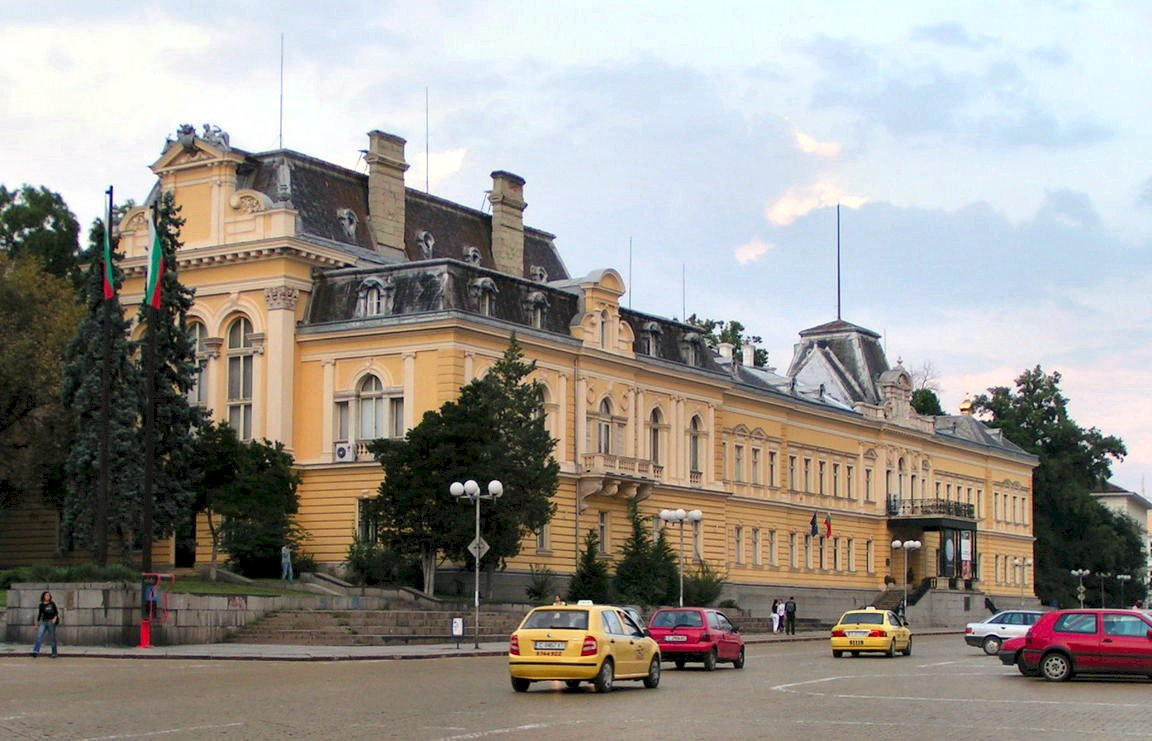
國立保加利亞美術館
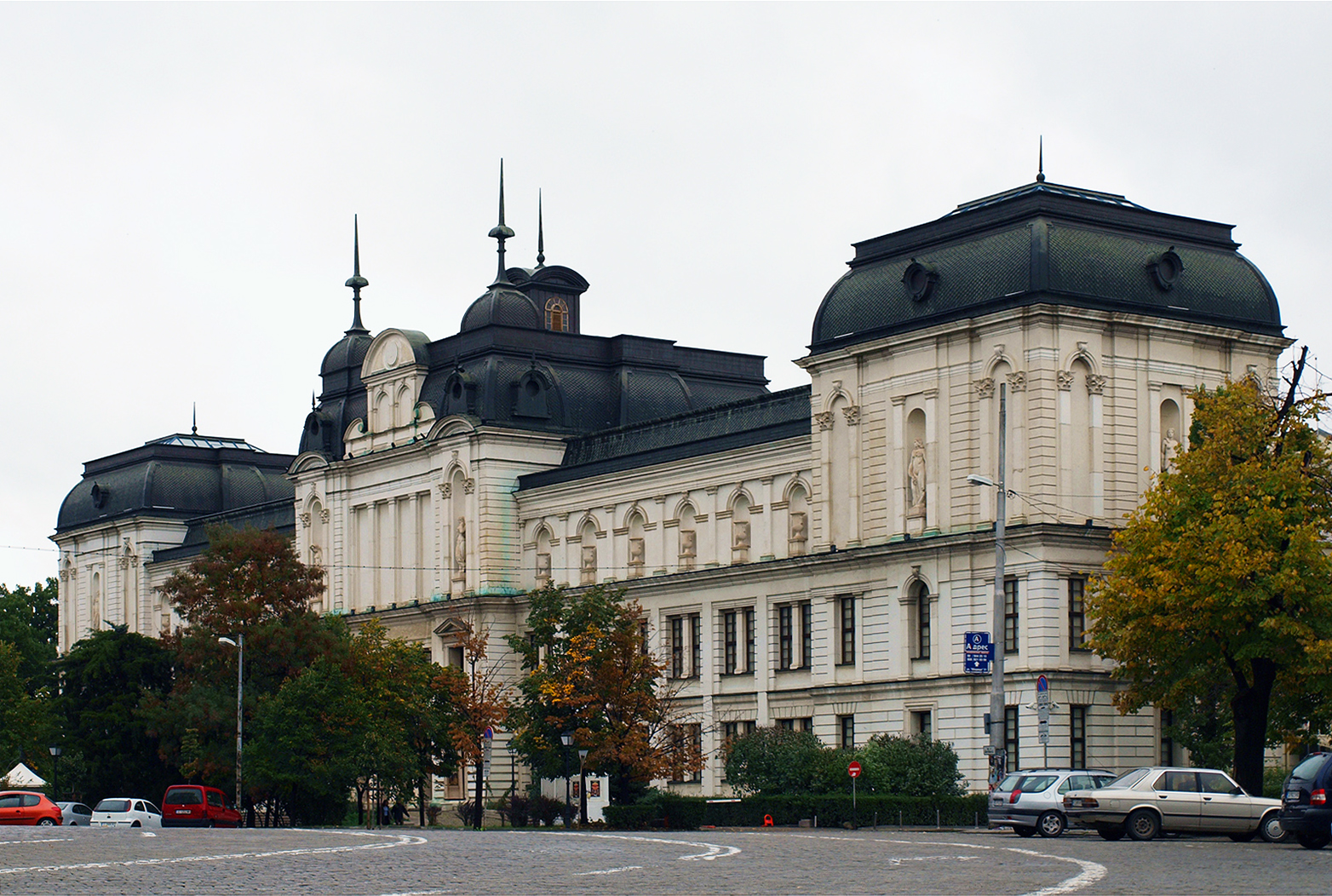
國立外國美術館外国艺术馆
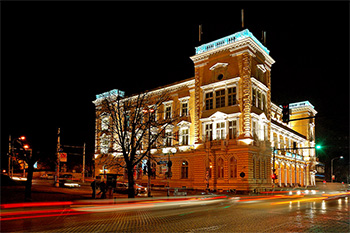
中央军事俱乐部
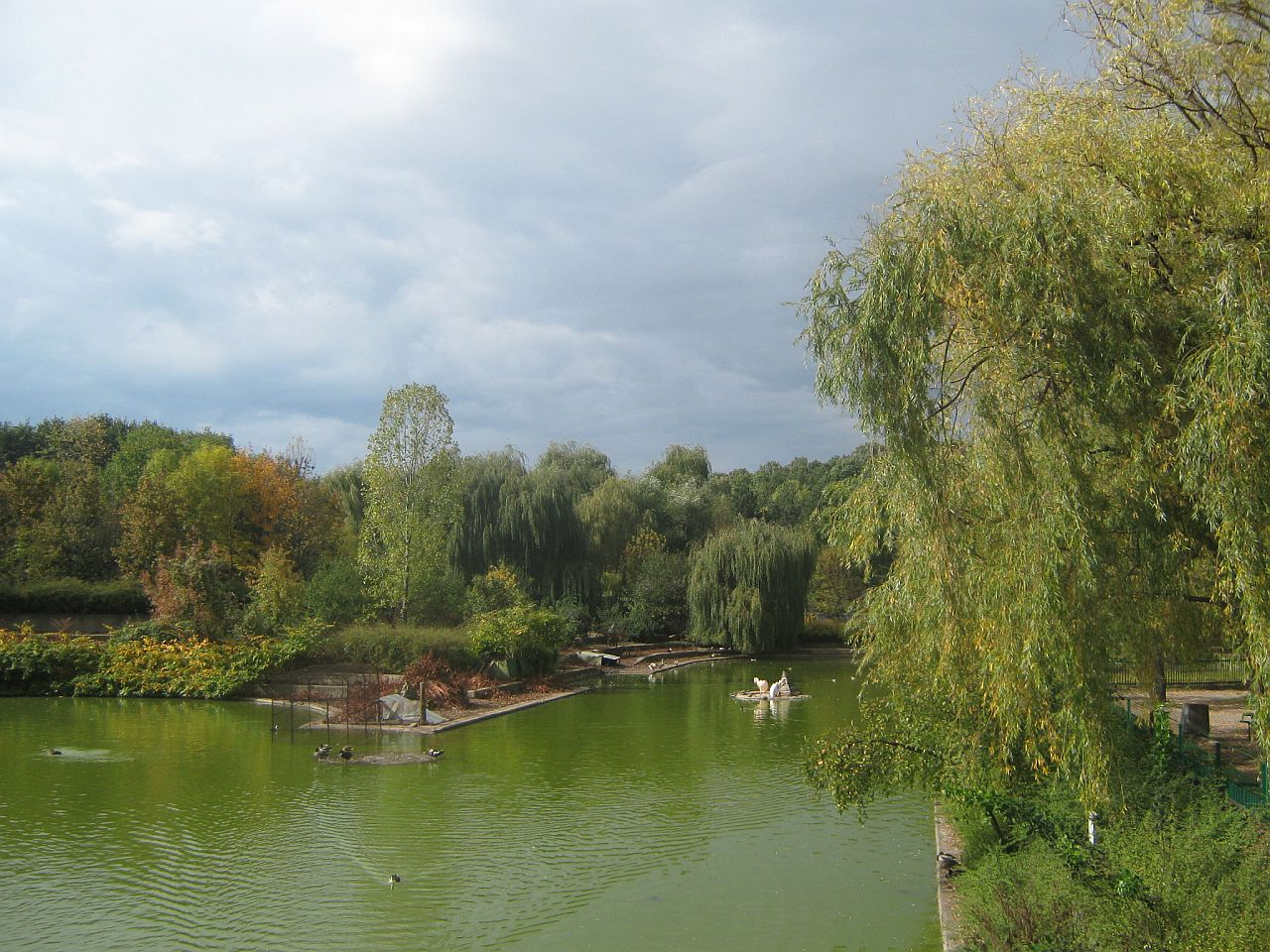
索菲亚动物园中的一个湖
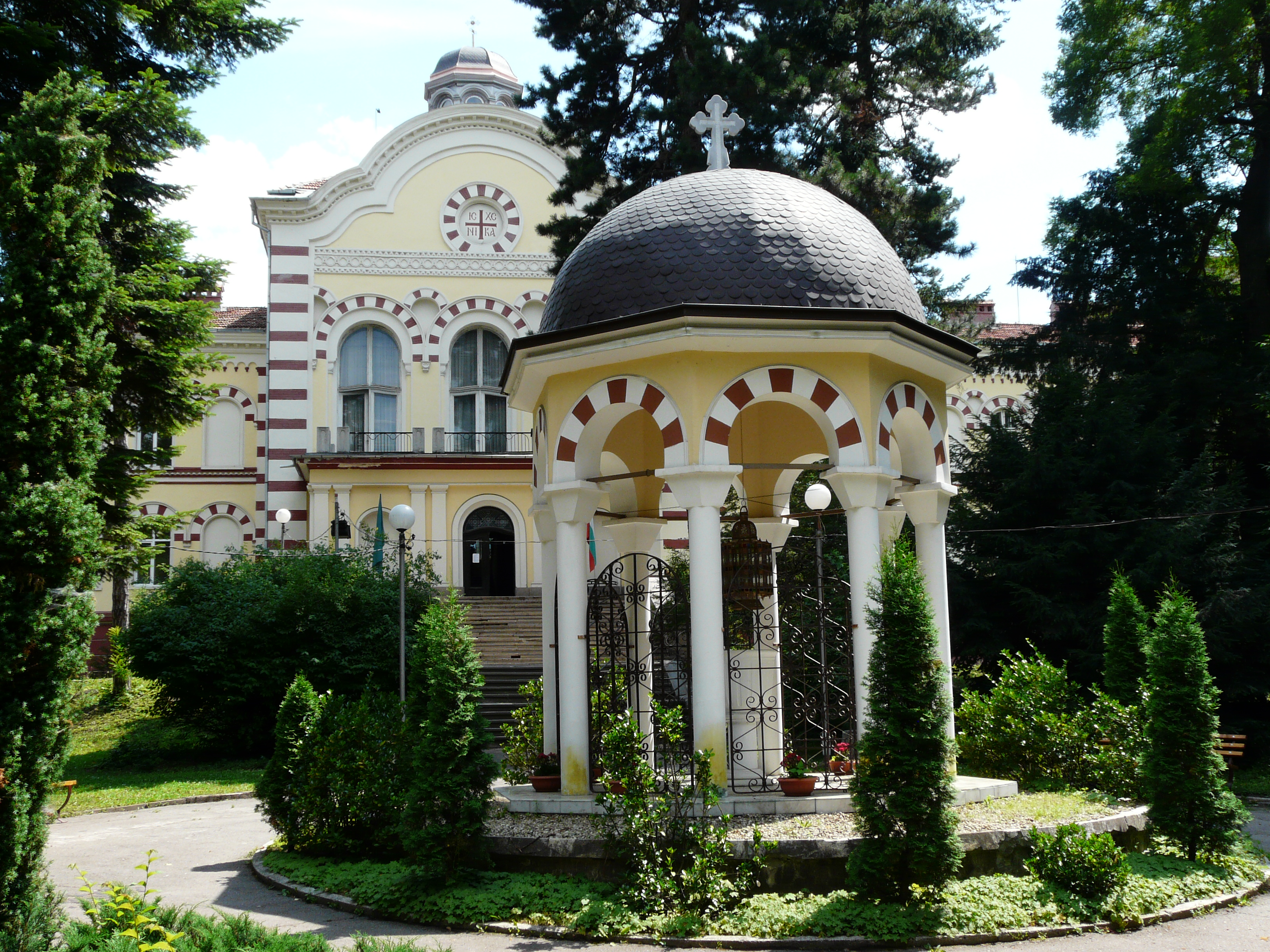
索菲亚神学院
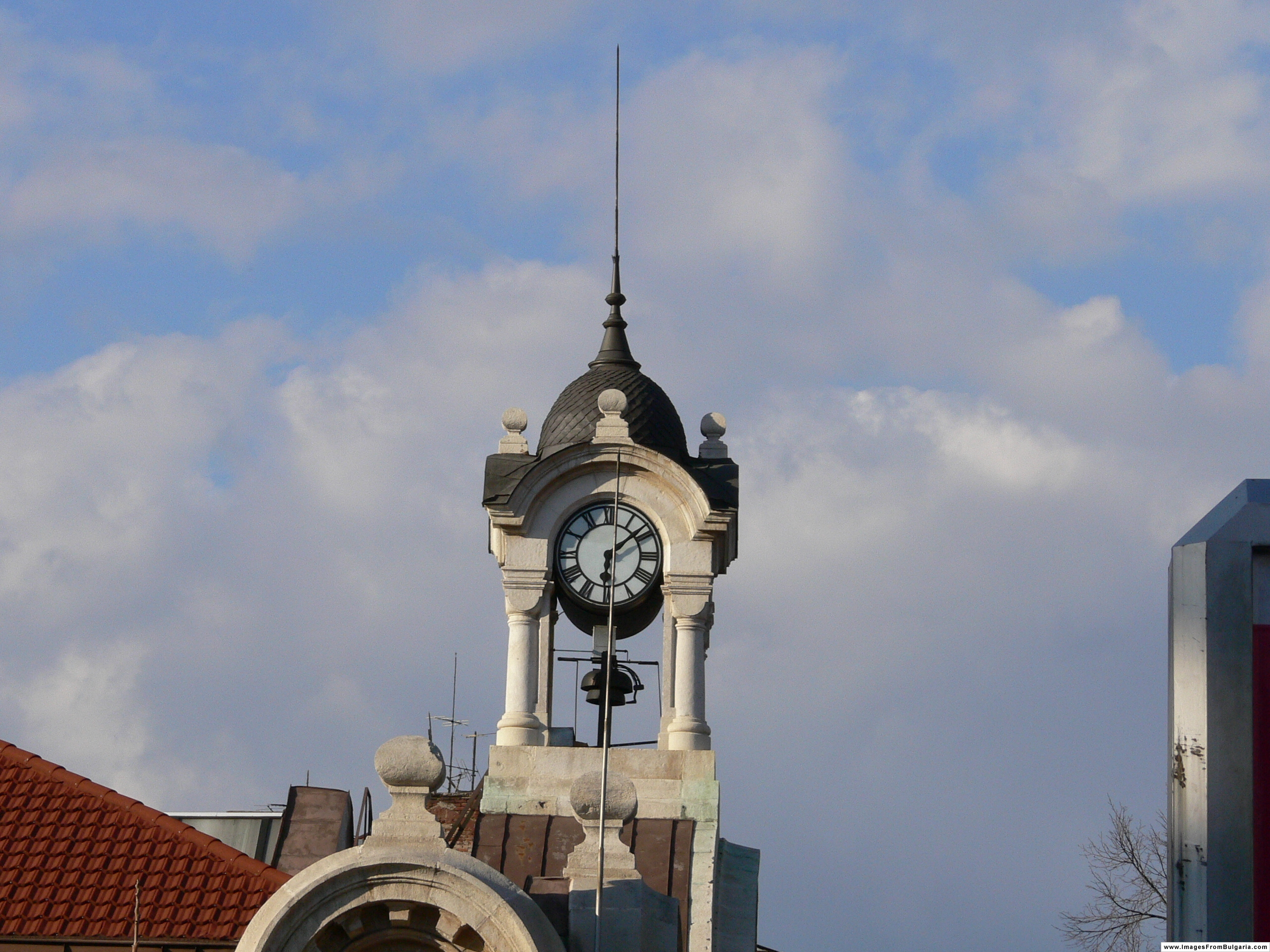
索菲亞市集中心的钟塔
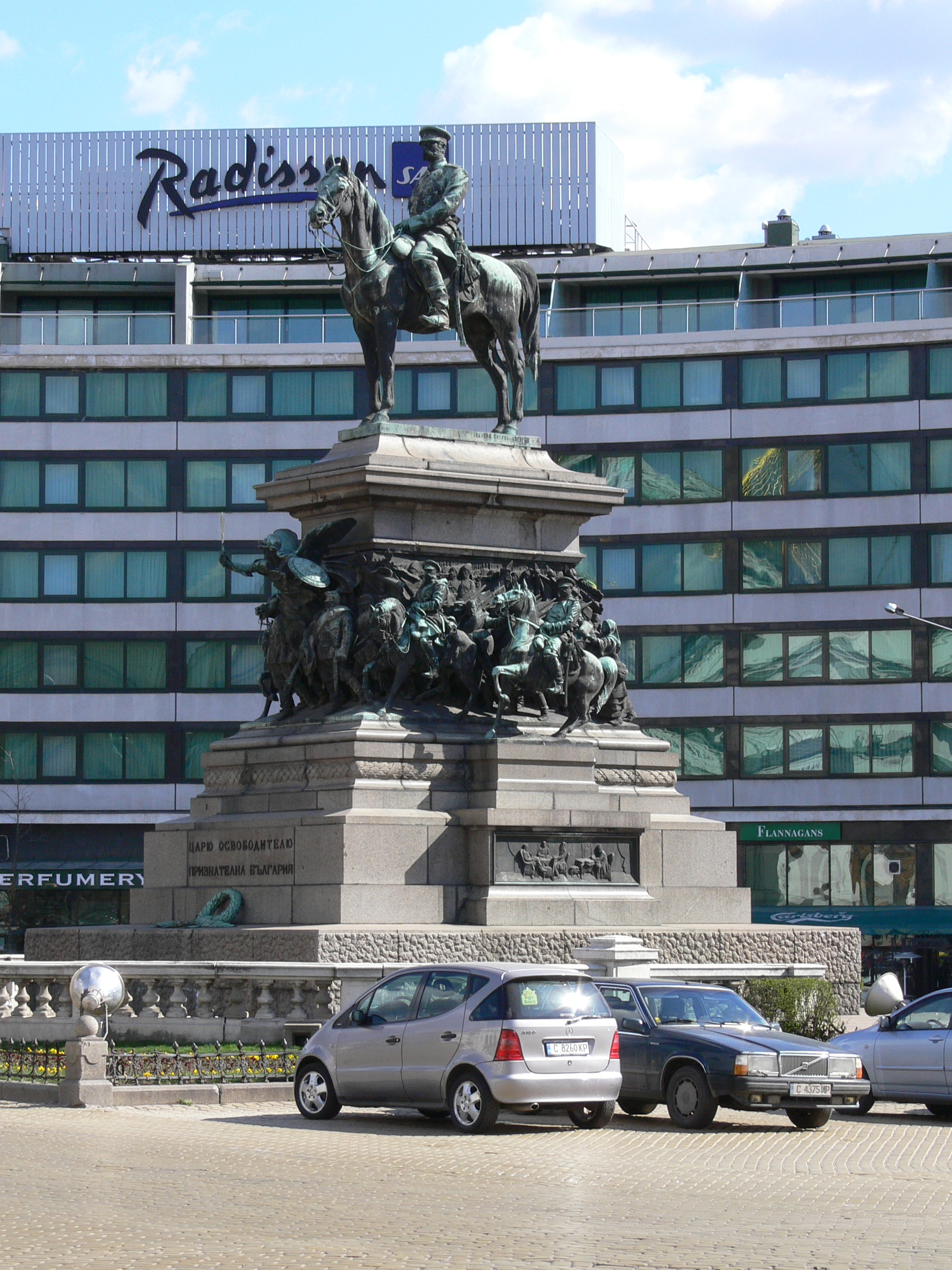
沙皇解放者紀念碑

## 国际关系

### 姊妹城市
索非亚与以下城市结为友好城市：
- 阿尔及利亚阿爾及爾
- 土耳其安卡拉
- 德国柏林
- 斯洛伐克布拉迪斯拉发
- 比利时布鲁塞尔
- 羅馬尼亞布加勒斯特
- 匈牙利布达佩斯
- 土耳其布尔萨
- 芬兰赫尔辛基
- 卡爾洛瓦茨
- 乌克兰基輔
- 英国伦敦
- 西班牙马德里
- 土耳其卡赫拉曼馬拉什
- 義大利米蘭
- 俄羅斯莫斯科
- 法國巴黎
- 美国匹兹堡
- 捷克布拉格
- 俄羅斯圣彼得堡
- 阿曼塞拉莱（自2011年8月4日）
- 以色列特拉维夫
- 阿尔巴尼亚地拉那[59][60]
- 波蘭华沙
- 亞美尼亞葉里溫

## 外部連結
- （保加利亚文）（英文）市政府網站
- （保加利亚文）索菲亞市議會